# Edson Bispo dos Santos
Edson Bispo dos Santos, (nacido el 27 de mayo de 1935 en Río de Janeiro, Brasil y muerto el 12 de febrero de 2011 en Sao Paulo, Brasil ) fue un jugador y entrenador de baloncesto brasileño. Consiguió ocho medallas en competiciones internacionales con Brasil, seis como jugador y dos como seleccionador.